# جزیره هیندمارش
جزیره هیندمارش (به انگلیسی: Hindmarsh Island) یک منطقهٔ مسکونی در استرالیا است که در استرالیای جنوبی واقع شده‌است. جزیره هیندمارش ۱٬۲۳۳~ نفر جمعیت دارد و ۲۵ متر بالاتر از سطح دریا واقع شده‌است.